# Marie de la Croix
Marie de la Croix (* 1. Dezember 1840 als Elisa Sophie Clementine Hébert  in Néhou-Saint-Georges bei Coutances, Frankreich; † 11. Mai 1917 in Cherbourg, Frankreich) war eine französische Ordensschwester und Mystikerin.

## Leben
Mit 18 Jahren trat sie in das Kloster der Schwestern vom Kreuz in Valognes und begann am 3. Februar 1859 ihr Noviziat. Am 8. Mai 1860 wurde sie eingekleidet und legte am 15. Mai 1861 legte die Profess ab. Sie lernte Zeichnen und Musik und wurde Lehrerin. Im Jahr 1885 wurde sie zur Mutter Präfektin gewählt. Dieses Amt hatte sie bis zur Aufhebung des Klosters im Jahr 1904 (aufgrund der kirchenfeindlichen Politik Frankreichs) inne. Von 1874 bis 1890 hatte sie mystische Erfahrungen und Visionen des Fegefeuers, die sie niederschrieb. Diese erfuhren durch die Bruderschaft Unserer Lieben Frau vom Guten Tod eine weite Verbreitung in vielen Sprachen. Nach der Auflösung des Klosters lebte Sr. Marie übergangsweise bei ihrer Cousine in Vauvicard; danach wurde sie Sakristanin der Kapelle der Kleinen Schwestern der Armen in Cherbourg. Für diese Kapelle erhielt sie von Papst Pius X. eine persönliche Erlaubnis für die ständige Aussetzung des Allerheiligsten.

## Werke
- Stimme aus dem Jenseits. Hrsg.: Bruderschaft Unserer Lieben Frau vom Guten Tod.  Hacker, Gröbenzell 1963, ISBN 3-7171-1084-5.